# Neurastenie
Neurastenia (nevroza astenică, oboseala mentală, astenie intelectuală sau americanită) este o stare de oboseală mentală și fizică de origine nervoasă pe un fond de surmenaj mental, insomnie, întâlnită mai ales la sexul masculin, însoțită de tulburări funcționale multiple și variabile. Neurastenia se manifestă prin fatigabilitate fizică și mentală, amețeală, cefalee, alte dureri, dificultăți în concentrare, diminuarea performanței profesionale, lipsă de motivație pentru o activitate mentală, gândire ineficace, anhedonie, perturbarea somnului și diminuarea memoriei. Alte simptome pot include probleme gastrointestinale, disfuncție sexuală, iritabilitate, excitabilitate și diverse semne sugerând perturbarea sistemului nervos vegetativ.
După clasificarea internațională a maladiilor (ediția a X-a) există două tipuri principale de neurastenie cu o intersectare substanțială. În primul tip, manifestarea principală este o senzație de oboseală crescută după un efort mental, deseori asociată cu o oarecare diminuare a performanței profesionale sau a capacității de a face față eficient sarcinilor zilnice. Oboseala mentală este descrisă în mod tipic ca o resimțire neplăcută a asocierilor și amintirilor neliniștitoare, ca o dificultate în concentrare și o gândire ineficace în general.  În al doilea tip, se pune accentul pe o slăbiciune corporală sau fizică și de epuizare după un efort minim, însoțite de dureri musculare și dificultate în a se relaxa. În ambele tipuri, este obișnuită o varietate de alte manifestări fizice neplăcute, cum ar fi vertijul, cefaleea de tensiune și sentimentele de instabilitate generală. Toate cele care urmează obișnuit sunt grija privind degradarea sănătății mentale și fizice, iritabilitatea, anhedonia și variate grade minore atât de depresie cât și de anxietate. Somnul este deseori tulburat în faza sa inițială și cea medie, dar hipersomnia poate fi de asemenea accentuată.
Termenul a fost introdus de George Miller Beard ca termen psihopatologic pentru a numi simptomele de oboseală, anxietate, cefalee, nevralgie și stare de depresie.
Neurastenia este un diagnostic în mare parte abandonat. Neurastenia nu mai există începând cu DSM-III în Manualul de Diagnostic și Statistică al Tulburărilor Mentale, de aceea în SUA și alte țări care aplică DSM-ul nu se poate pune un asemenea diagnostic.

## Vezi și
- Sindromul oboselii cronice